# Pedro Fenollar
Pedro Fenollar (* 29. November 1923 in Madrid; † 24. September 1985 in Málaga) war ein spanischer Schauspieler.
Der blauäugige Schauspieler wirkte von Mitte der 1950er Jahre bis 1969 als Nebendarsteller in knapp fünfzig Filmen als Offizier, Lebemann, Arzt oder Kirchenvertreter; daneben war er in zahlreichen Theaterstücken zu sehen. Anschließend widmete er sich bis zu seinem Tod in relativ jungen Jahren der Erziehung seiner Kinder.

## Filmografie (Auswahl)
- 1954: La patrulla
- 1962: Due contro tutti
- 1962: Der Teppich des Grauens
- 1963: Mit Colt und Maske (Il segno del coyote)
- 1964: Gesetz der Bravados (Brandy, el sheriff de Losatumba)
- 1964: Die 7 aus Texas (Antes llega la muerte)
- 1965: Lederstrumpf – Der letzte Mohikaner (Uncas, el fin de una raza)
- 1966: Ringo e Gringo contro tutti
- 1967: Django – unersättlich wie der Satan (Un hombre vino a matar)
- 1969: Vamos por la parejita